# Giovanni della Rovere
Joan Della Rovere, en italià Giovanni della Rovere (1457 - novembre del 1501), va ser un condottiero italià i membre de la família Della Rovere. Era nebot del Papa Sixt IV i germà de Julià (Giuliano) (1443-1513), elegit pel tron papal com Papa Juli II el 1503.
Joan va néixer en Savona. El 1474, gràcies al seu oncle, el Papa Sixt IV, es va fer senyor de Senigália i Mondavio. També va ser alcalde de Roma i Duc de Sora i Arce.
Es va casar amb Joana de Montefeltro (Giovanna de la Montefeltro), filla de Federico III da Montefeltro, i alguns dels seus descendents van adoptar el cognom Montefeltro della Rovere. Entre els seus fills inclouen Francesco Maria I Della Rovere, el primer duc d'Urbino de la Casa Della Rovere, que es va casar amb Leonor Gonzaga.